# Fresh!
Fresh! è l'album di debutto della cantante dance australiana Gina G, pubblicato nel 1997 dall'etichetta discografica Warner.
L'album è stato supportato dai singoli Ooh Aah... Just a Little Bit, di grande successo, e da I Belong to You, Fresh!, Ti amo, Gimme Some Love e Everytime I Fall.

## Tracce
CD (Warner 9 46517-2)
1. Ooh Aah... Just a Little Bit – 3:22 (Simon Tauber, Steve Rodway)
2. Fresh! – 3:43
3. Ti amo – 2:51 (West, Davis)
4. Every Time I Fall – 4:00
5. Follow the Light – 4:14
6. Gimme Some Love – 3:30
7. Rhythm of My Life – 3:41
8. Missin' You Like Crazy – 4:43
9. I Belong to You – 3:18
10. Higher Than Love – 3:43
11. It Doesn't Mean Goodbye – 5:17
12. Ooh Aah... Just A Little Bit (Motiv8 Vintage Honey Mix) – 6:45

Durata totale: 49:07

## Classifiche
| Classifica (1997) | Posizione raggiunta |
| ----------------- | ------------------- |
| Regno Unito       | 12                  |
| Norvegia          | 40                  |